# بكر سامي بك قندح
بكر سامي بك قندح (بالتركية: Bekir Sami Kunduh)‏ (ولدَ في 1865، أوسيتيا - توفي في 16 يناير 1933، إسطنبول) هو سياسي عثماني، تولى منصب عضو البرلمان التركي.

## مناصبه
تولى المناصب التالية:
- عضو في البرلمان التركي (3 مايو 1920–8 مايو 1921)
- وزير الخارجية  [لغات أخرى]‏ (3 مايو 1920–8 مايو 1921)